# دخمه‌های چهریق
دخمه‌های چهریق مربوط به اورارتوئی است و در شهرستان سلماس، روستای چهریق واقع شده و این اثر در تاریخ ۱۲ بهمن ۱۳۸۱ با شمارهٔ ثبت ۷۳۷۳ به‌عنوان یکی از آثار ملی ایران به ثبت رسیده است.